# Elodina tongura
Elodina tongura is een vlindersoort uit de familie van de Pieridae (witjes), onderfamilie Pierinae.
Elodina tongura werd in 1923 beschreven door Tindale.